# Los Gatos Salvajes
Los Gatos Salvajes est un groupe argentin de rock, originaire de Rosario, dans la province de Santa Fe.

## Histoire
Los Wild Cats se forment en 1992 à Rosario, et commencent à jouer au Club Francés de Rosario, après les danses du carnaval de 1963. Ils jouent des chansons de Chuck Berry et d'Elvis Presley, et interprètent en espagnol plusieurs classiques tels que El rock de la cárcel et Popotitos, ce dernier dans la version du groupe mexicain Los Teen Tops. Cette même année, ils enregistrent leur seul single, Oye niña et Calculadora, avec le label Fénix (ex-T.K. Records). En août de la même année, ils se rendent à Buenos Aires pour participer aux concerts organisés par Escala Musical, et jouent dans leur programme télévisé. L'expérience se répète tous les week-ends de décembre 1963 et janvier 1964. En 1964, Rojas se retire et Litto Nebbia rejoint le groupe en tant que chanteur, tandis qu'Eduardo Romero remplace son frère Guillermo à la basse. 
Au début de 1965, ils remportent le premier prix d'un concours de rock organisé au Club Gimnasia y Esgrima de Rosario, le premier organisé en Argentine. Au mois d'avril de la même année, ils sont engagés par la télévision de Buenos Aires, plus précisément Canal 13, pour jouer dans les populaires programmes Escala Musical. À l'époque, ils traduisent leur nom en Los Gatos Salvajes. Le contrat avec Escala Musical impliquant des voyages hebdomadaires à Buenos Aires, certains membres du groupe décident de quitter le groupe : Basilio « Turco » Adjaiye remplace Bellini à la batterie, tandis que Guillermo Romero revient jouer de la basse à la place de son frère Eduardo. Le contrat avec Escala Musical est renouvelé entre novembre 1965 et avril 1966. 
Au cours de l'année 1965, ils enregistrent également 3 disques simples, et un double disque (deux chansons sur chaque face) (EP). Leur seul et unique album, homonyme, sort le 27 juin 1965.
Pour l'enregistrement de la chanson La Respuesta en 1965, la guitare de Juan Bosco Zabalo, deuxième guitare de Los Iracundos est utilisée, car la guitare du groupe, qui appartenait à Juan Carlos « Chango » Puebla, leur avait été volée dans le cadre du programme d'Escala Musical.

## Discographie

### Albums studio
- 1965 : Los Gatos Salvajes (réédité en 2005[5])
- 1965 : You, Baby (reprise en espagnol du classique des Turtles.  (comme backing band de Johnny Tedesco)

### Singles
- 1963 : Oye niña / Calculadora